# Wilhelm Gugler
Wilhelm Gugler (1874 - 1909) fue un botánico y explorador alemán. Realizó extensas expediciones botánicas a Hungría.
- La abreviatura «Gugler» se emplea para indicar a Wilhelm Gugler como autoridad en la descripción y clasificación científica de los vegetales.[1]

## Algunas publicaciones

### Libros
- 1907. Die Centaureen des Ungarischen National-Museums. 283 pp. Reimpreso por Kessinger Publ. LLC, 2010 292 pp. ISBN 1161074244